# Abbazia di San Clemente a Casauria
L'abbazia di San Clemente a Casauria è un complesso monumentale abruzzese, edificato nel paese di Castiglione a Casauria, nella Val Pescara, in provincia di Pescara. La chiesa nell'872 ospitò le reliquie di papa Clemente I, il quarto Pontefice della Chiesa cattolica, fino alla costruzione della nuova Basilica di San Clemente al Laterano di Roma. Nel 1894 l'abbazia è stata dichiarata monumento nazionale italiano. Ha subito gravi danni durante il terremoto dell'Aquila del 6 aprile 2009, che hanno comportato la chiusura dell'edificio e l'ingabbiamento delle opere d'arte, in vista del restauro conclusosi molto brevemente, e con riuscita positiva, nel 2011.
Dal dicembre 2014 il Ministero per i beni e le attività culturali la gestisce tramite il Polo museale dell'Abruzzo, nel dicembre 2019 divenuto Direzione regionale Musei.

## Storia

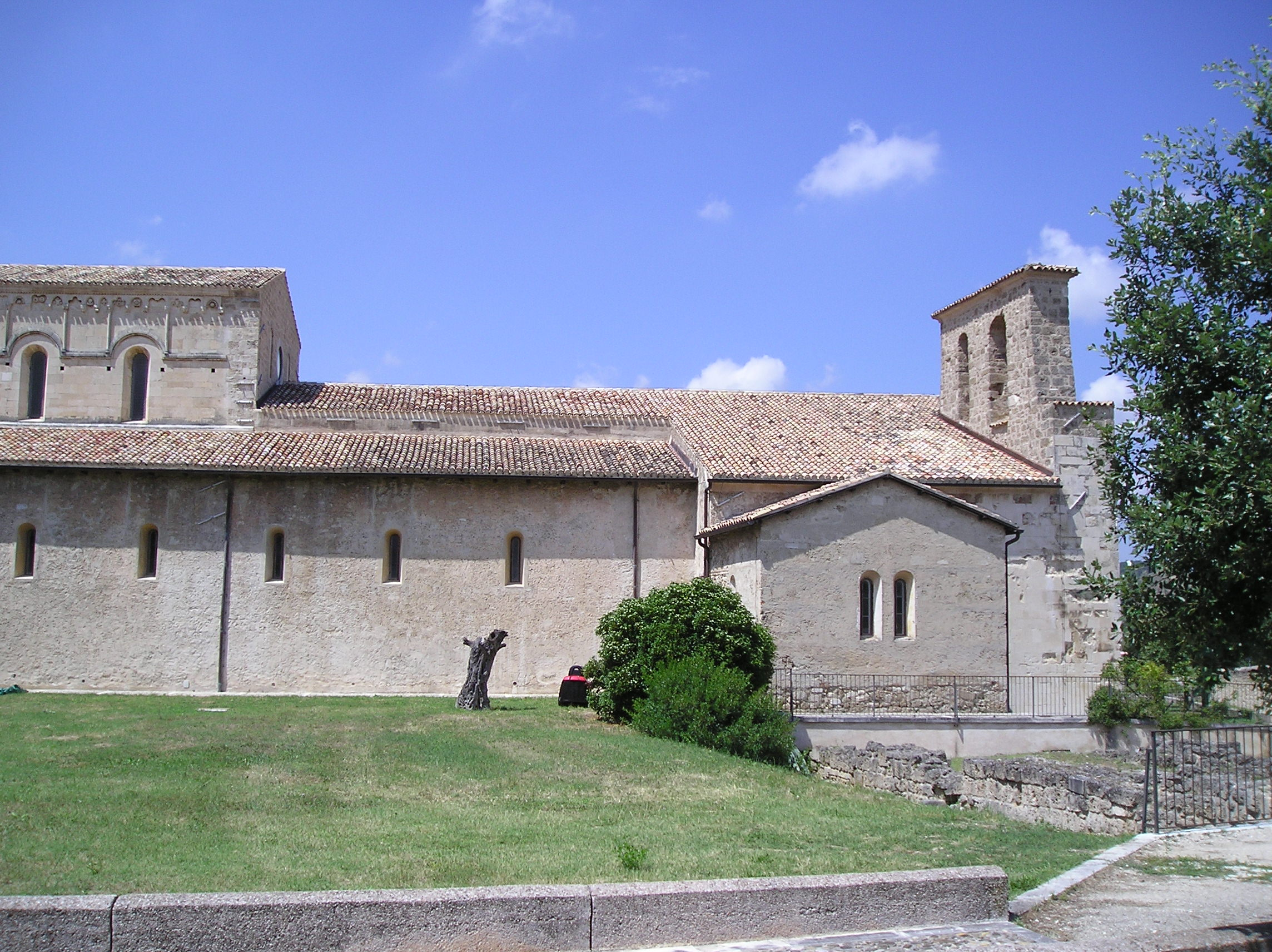
Veduta del fianco

L'abbazia fu costruita dall'imperatore Ludovico II, pronipote di Carlo Magno, nell'871 a causa di un voto fatto durante la sua prigionia nel ducato di Benevento. Inizialmente dedicata alla Santissima Trinità, fu poi intitolata a san Clemente quando, nell'872, vi si traslarono i suoi resti.

Fu soggetta, nei secoli successivi, a numerosi saccheggi: ad opera dei Saraceni nel 920 e, nel 1076, fu distrutta da Ugo Malmozzetto, conte normanno di Manoppello. L'abate benedettino Grimoaldo, che nel 1098 ottenne la protezione pontificia da Papa Urbano II, ricevendone per primo il bacolo pastorale che andava a sostituire lo scettro imperiale come insegna politica dell'Abbazia, intraprese la ricostruzione della chiesa, che fu riconsacrata solennemente nel 1105.

### Fondazione
Secondo il Chronicon Casauriense, una cronaca dell'abbazia redatta dal monaco Giovanni, l'abbazia venne fondata dall'imperatore Ludovico II come ex voto, scampato alla prigionia per intercessione di papa Adriano II. Le spedizioni dell'imperatore contro i Bizantini e i Saraceni che infestavano la Val Pescara e la valle Peligna fallirono, sino alla discesa successiva di Ottone I di Sassonia. Il principe Adelchi di Benevento ordisce una congiura contro Ludovico, ma una volta liberato dalla prigionia, l'imperatore presso una insula sorgente sul fiume Pescara, all'altezza di Castiglione della Pescara (oggi Castiglione a Casauria) eresse l'abbazia, vicino a una cappella preesistente dedicata a San Quirico, presso questo fiume che sin dal VI secolo sanciva la divisione tra il ducato di Spoleto e di Benevento.

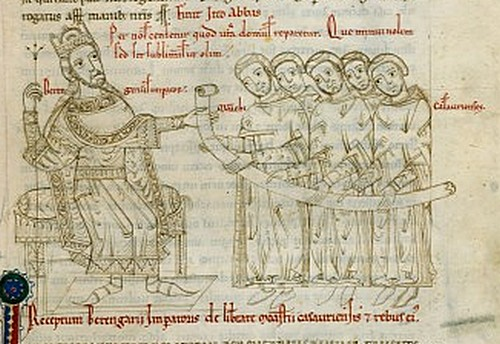
Disegno dal Chronicon Casauriense, il re Berengario dei Franchi ed i monaci di Casauria

Il cenobio, consacrato alla Regola Benedettina, nell'872 acquisì il nome di Clemente I Papa, le cui reliquie per sicurezza furono traslate da Roma nel monastero, come dimostra il rilievo dell'architrave del portale, che raffigura la leggenda della traslazione delle reliquie. Il primo abate secondo il Chronicon è Romano, che amministrò saggiamente i beni, l'abbazia ottenne il diritto di eleggere l'abate, di giurisdizione amministrativa sul territorio, creando una sacca feudale a sé, indipendente dai possedimenti storici dell'abbazia di Farfa, dell'abbazia di Montecassino e dell'abbazia di San Vincenzo al Volturno, portando l'abbazia ad avere 12 moggi, un terreno della diocesi di Penne.

### Dalla decadenza normanna al nuovo splendore
Nel 911 fu abate Lupo, e accrebbe i beni territoriali sino ad arrivare alla costa del mare Adriatico, al massiccio della Maiella e ai fiumi Pescara e Trigno.
L'organizzazione abbaziale subì un arresto nel 916 con la dispersione dei monaci, quando giunsero i Saraceni che saccheggiarono la valle, sicché quando i monaci tornarono dovettero con l'abate Alparo. Per i debiti contratti alcune terre vennero vendute, fino a che nel 970 il monastero tornò in funzione. Nel 1025 l'abbazia mostrava nuovamente segni di decadenza, ma l'abate Guido riuscì a riattivare i lavori di restauro

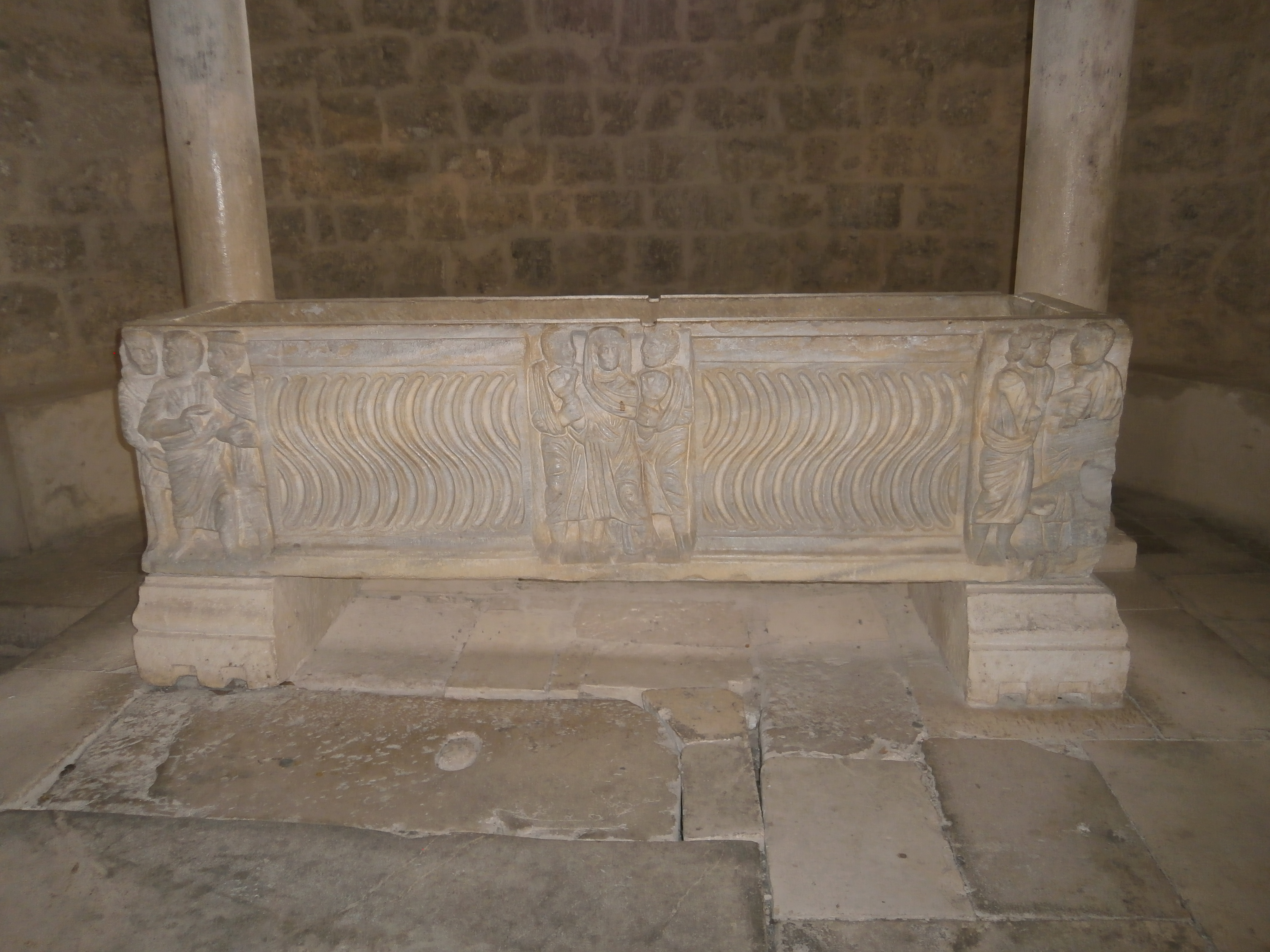
Sarcofago del V secolo con i rilievi di Cristo e i santi Pietro e Paolo

Nel 1013 l'abate di Casauria si alleò col Tresidio di Bucchianico, potente aristocratico della zona che aveva fondato un grosso sistema di fortificazioni tra cui i castra di Abbateggio, Salle, Luco e Pizzerico. I due fondarono insieme il castello di Bolognano.
Nel 1047 l'abate Domenico ottenne da Enrico I di Francia un diploma di conferma dei beni, anche se per la tutela dei beni, i monaci spesso si rivolsero al papa. Le calamità arrivarono quando nel 1076 il Conte di Manoppello Ugo Malmozzetto, alleato di Roberto il Guiscardo, compì scorrerie nella Val Pescara, insieme a Goffredo d'Altavilla e Roberto I di Loritello, incurante delle minacce di scomunica di papa Gregorio VII, occupando l'abbazia di San Clemente a Casauria, e costringendo l'abate Trasmondo a riconoscere il suo potere e un suo adepto come nuovo abate. Per un ventennio, sino al 1097, l'abbazia subì umiliazioni e spoliazioni, e quando Malmozzetto morì nella battaglia di Prezza vicino a Sulmona nel 1097, l'abbazia riuscì a tornare lentamente in auge. Nel 1097 l'abate Grimoaldo infatti incontrò papa Urbano II, recatosi a Chieti per radunare truppe per la prima crociata, e dalla discussione riuscì ad ottenere l'anello e il pastorale.
Grimoaldo fu un abate molto attivo per il rilancio pastorale dell'abbazia e la ricostituzione del patrimonio fondiario e mobile: agli inizi del XII secolo durante il suo governo, come racconta il Chronicon, venne recuperato il corpo di San Clemente papa e martire e ricollocato all'interno dell'altare maggiore, con l'istituzione ufficiale della festa della sua invenzione; fece costruire sul lato settentrionale del monastero il palazzo abbaziale, facendolo riccamente decorare con pitture ispirate all'Antico Testamento, e una serie di camere del tesoro, per custodire i preziosi dell'abbazia; fece realizzare una croce d'argento del peso di 15 libre e la fece sospendere sul lato sinistro del coro della chiesa, affinché fosse venerata dai fedeli durante la Settimana Santa a perpetua memoria della Passione di Cristo; fece realizzare un calice d'oro puro del peso di una libra per la celebrazione eucaristica nelle principali festività del calendario cristiano; acquistò un messale con la copertina esterna d'argento per le celebrazioni domenicali e festive.
L'opera di ricostruzione secondo l'aspetto odierno, in gran parte visibile nella facciata, iniziò successivamente, quando a Grimoaldo succedettero nel 1110 Gisone, che costruì l'ospedale, e nel 1156 Leonate, che costruì la torre campanaria, avviando con essa i lavori generali di rifacimento romanico.

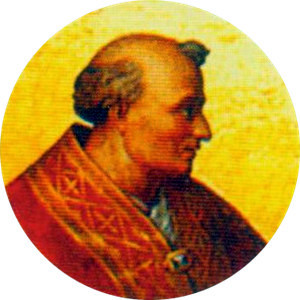
Papa Vittore III, abate Desiderio di Montecassino, che ispirò il restauro romanico di Casauria

L'elezione di Leonate è contrastata dal re Ruggero II di Sicilia e dai conti di Manoppello, che iniziarono a confiscare terreni, d'altra parte il papa Adriano IV, che consacrò Leonate, protesse l'abbazia, rischiando una guerra, sino a che non si raggiunse un accordo per i confini con la Contea di Manoppello. Accumulato un tesoretto, l'abbazia poté con Leonate dare avvio ai cantieri di rinnovamento voluti dell'abbazia di Montecassino per volere dell'abate Desiderio (papa Vittore III), e dal 1176 dette inizio ai lavori di rifacimento, che terminarono nel 1182.

### Dalla decadenza a oggi

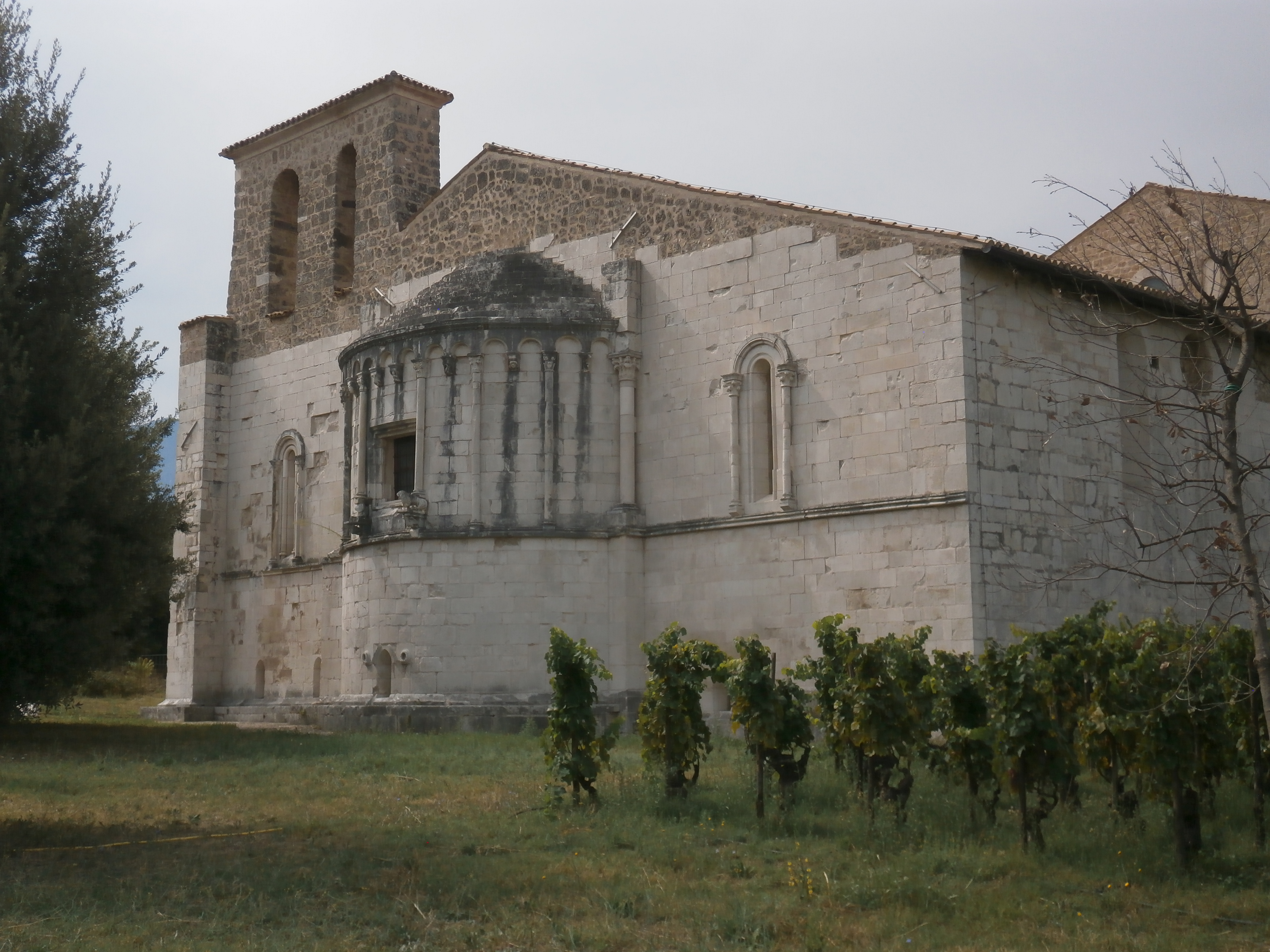
Abside e campanile

L'opera di Leonate rappresenta il punto d'apogeo dell'abbazia, dato che, quando iniziarono ad essere fondati nel primo Duecento i monasteri dei Cistercensi nella val Pescara, come la Badia di Casanova e l'abbazia di Santa Maria Arabona, il potere benedettino in loco iniziò piano piano ad essere soppiantato. L'abbazia divenne "commenda" di Santa Maria Arabona e di Casanova, nel XIV secolo i possedimenti, che un tempo si estendevano anche oltre i confini dell'Abruzzo, si erano ridotti all'insula di Casauria, Alanno, Castello Valignano e Castelvecchio Monacisco, nel 1349 fu danneggiata dal terremoto dell'Aquila, rompendo la colonna del cero pasquale, nel 1456 un altro terremoto verificatosi a Sulmona scosse l'abbazia, creando ingenti danni, e l'abbazia fu ricostruita dalle donazioni della famiglia De Sangro. Altri danni però si susseguirono con i terremoti del 1703 e del 1706. Il periodo dei fasti era tuttavia trascorso, nel 1726 lo storico Ludovico Antonio Muratori trovò la sede deserta, le rendite dissipate, gestite dagli abati per il loro personale interesse, nel 1775 l'abbazia fu di regio patronato per volere di don Francesco Caracciolo duca di Castel di Sangro, che ne divenne abate. Nel 1799 vi alloggiarono le truppe francesi del comandante Rusha, che spogliarono l'abbazia, rubando il braccio d'argento con la reliquie di san Clemente I, e bruciarono la statua. Nel 1850 venne trasferita nella diocesi di Diano, presso Salerno.
Nel 1859 con regio decreto borbonico, l'abbazia fu concessa ai frati francescani, ma nel 1865 vennero espulsi per le leggi piemontesi, nel 1869 l'ex monastero fu ceduto al comune di Castiglione a Casauria, venendo ridotto a magazzino, cadendo in breve in rovina totale, sicché oggi è in parte conservato, mentre altre porzioni sono scomparse. Piero Luigi Calore, storico locale, si occupò di far arrivare alle amministrazioni l'attenzione per il prestigioso monumento, in virtù della riscoperta dell'antico che si stava effettuando in quegli anni, ma senza risposte positive, sicché il monastero rimase sempre più ammalorato, come testimonia in alcuni scritti anche Gabriele D'Annunzio. Nel 1894 ci furono interventi di riparazione, ci fu l'interesse di studiosi al livello nazionale dell'architettura abruzzese quali Carlo Ignazio Gavini e Vincenzo Bindi. Il restauro del 1919 ha ripristinato quel che restava dell'ex monastero e delle mura del chiostro, e ben presto, salvatasi l'abbazia dalla incursioni aeree e dalle usurpazioni tedesche nella seconda guerra mondiale, divenne sempre più nota, anche tra gli abruzzesi, divenendo presto un punto di riferimento per la rivalutazione artistica locale, e punto cardine per la storia dell'architettura romanica in Abruzzo.
Danneggiata durante il sisma aquilano del 6 aprile 2009, l'abbazia è stata sottoposta a lavori di restauro, terminati l'8 aprile 2011 con la riapertura della struttura.

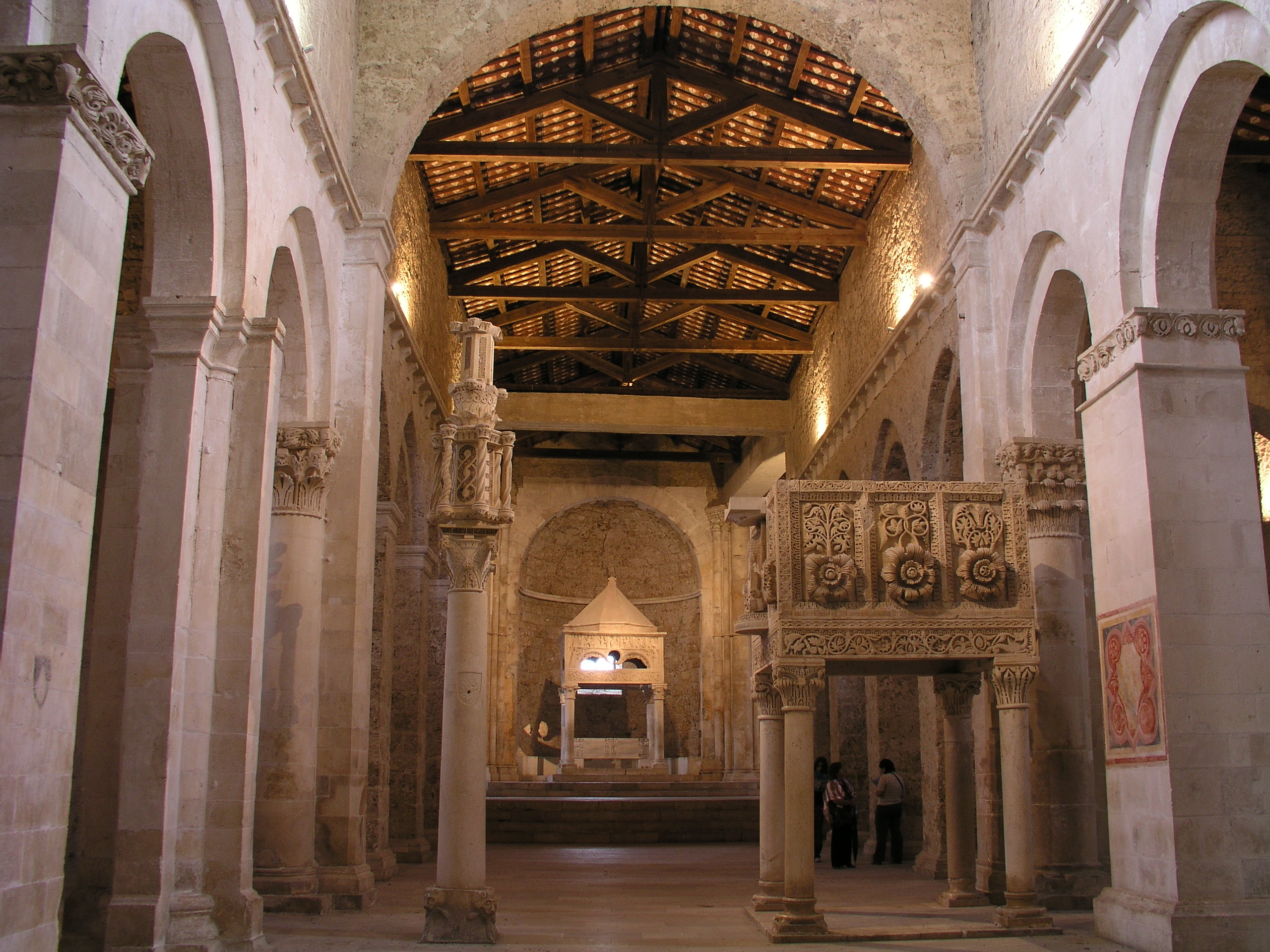
L'interno dell'abbazia

## Architettura
L'abbazia è uno dei più importanti monumenti abruzzesi, che ancora oggi con le sue preziose forme romanico-gotiche, testimonia il potere economico e politico di un tempo. L'architettura così come si presenta oggi, è frutto di diversi interventi, che sono divisibili nella facciata romanico-gotica dell'abate Leonate, con interventi successivi, soprattutto per i terremoti del 1349 e del 1456, e dell'impianto, anch'esso in parte rifatto per via dei terremoti, databile al XV secolo, visto che coi terremoti, la chiesa ha perso i bracci del transetto, che le davano l'aspetto di una croce latina.

### Esterno
L'abate Leonate nel 1176, con le ingenti somme ottenute dalle donazioni dei pellegrini in viaggio per Monte Sant'Angelo, poté dare avvio ai lavori del portico di facciata. L'intento riuscito fu quello di creare un'entrata trionfale, che in precedenza, come dimostrano le basi di colonne cilindriche, era preceduta da un nartece molto più grande, andato distrutto. L'entrata trionfale doveva essere una dimostrazione della storia e della potenza del monastero, il portico fu realizzato con tre archi e tre porte di accesso, sormontato da un oratorio dedicato a san Michele, alla Santa Croce e san Tommaso Becket, di cui esiste una chiesa presso Caramanico Terme, illuminato da quattro bifore, sistemate nel 1448, e aperto in controfacciata verso la navata, tramite tre arcate ogivali: una scelta architettonica voluta dai canoni francesi, in chiese collegate a diversi livelli con la Terrasanta e il movimento crociato. Certi rilievi di Casauria (i quattro re del portale maggiore, i capitelli con galleria di figure) richiamano il gotico arcaico delle sculture di Chartres, Amiens e Vézelay, e anche le somiglianze con la decorazione del monastero siriano di Qul'atSima'an non sono affatto casuali.

#### Il portale istoriato

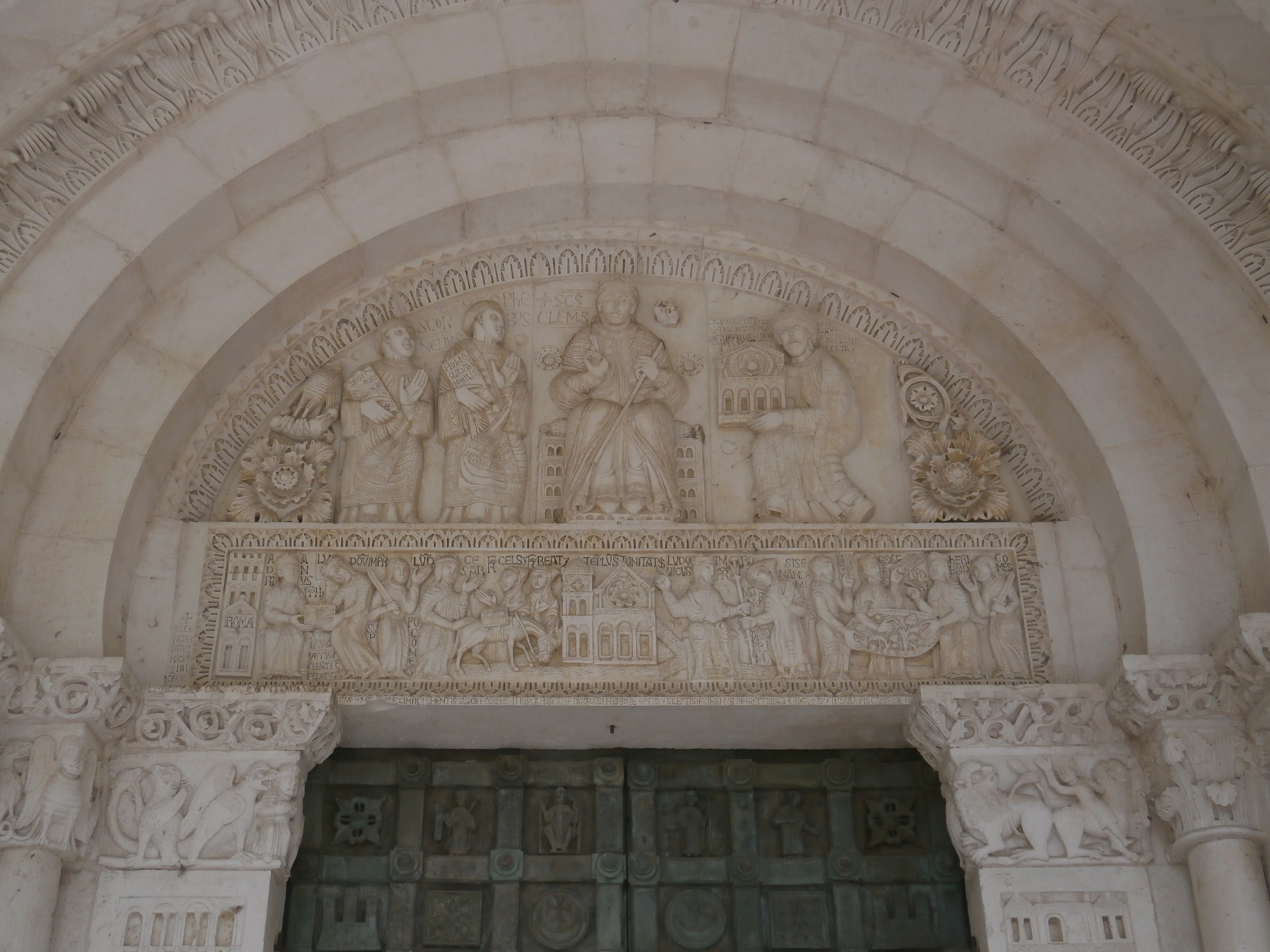
Il portale centrale istoriato

Si tratta di elementi filtrati dall'Oriente attraverso la Francia, in virtù delle crociate, l'utilizzo del portico di archi a tutto sesto, e di archi sestoacuti per gli archi esterni, desunti anche dal progetto desideriano di Montecassino, riflette l'indifferenza con la quale le due forme, spartiacque tra il romancio e il gotico, sono utilizzate non solo in Italia, ma anche in Francia, e in fabbriche cistercensi del primo Duecento. L'abate Leonate, con la decorazione scultorea dei tre portali e della facciata del portico, pare voler ribadire i privilegi ottenuti dal potere imperiale e papale. Infatti nella lunetta del portale maggiore, a tutto sesto, c'è la sfera religiosa con al centro San Clemente Papa, a sinistra i discepoli Cornelio ed Efebo, e a destra l'abate Leonate che mostra il modellino dell'abbazia; negli angoli di risulta trovano spazio uno stelo che termina in una rosa, e un'aquila che ghermisce una lepre, simbolo dell'evolversi della vita umana, e il fine ultimo in Cristo, chiusi in basso da due piccole rose del tutto simile, su quelle riproposte sui plutei dell'ambone.
Nell'architrave, nel fascio narrativo delle vicende di fondazione dell'abazia, accanto al potere religioso, compare il potere imperiale, la lettura procede da sinistra al centro, e poi da destra sempre al centro, in modo che la successione non è cronologia, ma prettamente cristiana e ciclica. All'inizio c'è il riquadro della Donazione delle ossa di san Clemente da Adriano a Ludovico II - Trasporto della reliquie nella Val Pescara - Abbazia di San Clemente (centro). Lungo gli stipiti si evoca ancora il potere civile, con la raffigurazione di quattro re, forse di stirpe carolingia: Ugo, Lotario, Lamberto e Berengario, i quali grazie ai benefici concessi all'abbazia, l'avevano accresciuta. Nei capitelli sono raffigurati a sinistra mostri dei bestiari medievali, che rappresentano il male del mondo, a destra la religione del Bene e della Virtù, simboleggiata che cavalca un animale; poi ancora mostri e demoni inclusi in girali che ornano il portico, poi una parola di Cristo, rappresentata mediante il Tetramorfo, con i simboli posti sulle semi colonne, che scandiscono le aperture degli archi. Nelle lunette a tutto sesto dei portali laterali, sono scolpiti la Madonna col Bambino (destra), San Michele (sinistra).
I lavori al portico e lungo le navate della chiesa continuarono anche dopo il 1182, il successore di Leonate: Gioele, si ispirò allo stile federiciano pugliese, come dimostrano le sculture del portico e la costolonatura delle volte. Le bifore in cima alla cornice marcapiano sono disposte in maniera non omogenea, due hanno le arcate a sesto acuto, le altre no, e anche le colonnine sembrano essere elementi di reimpiego.

#### Il portico

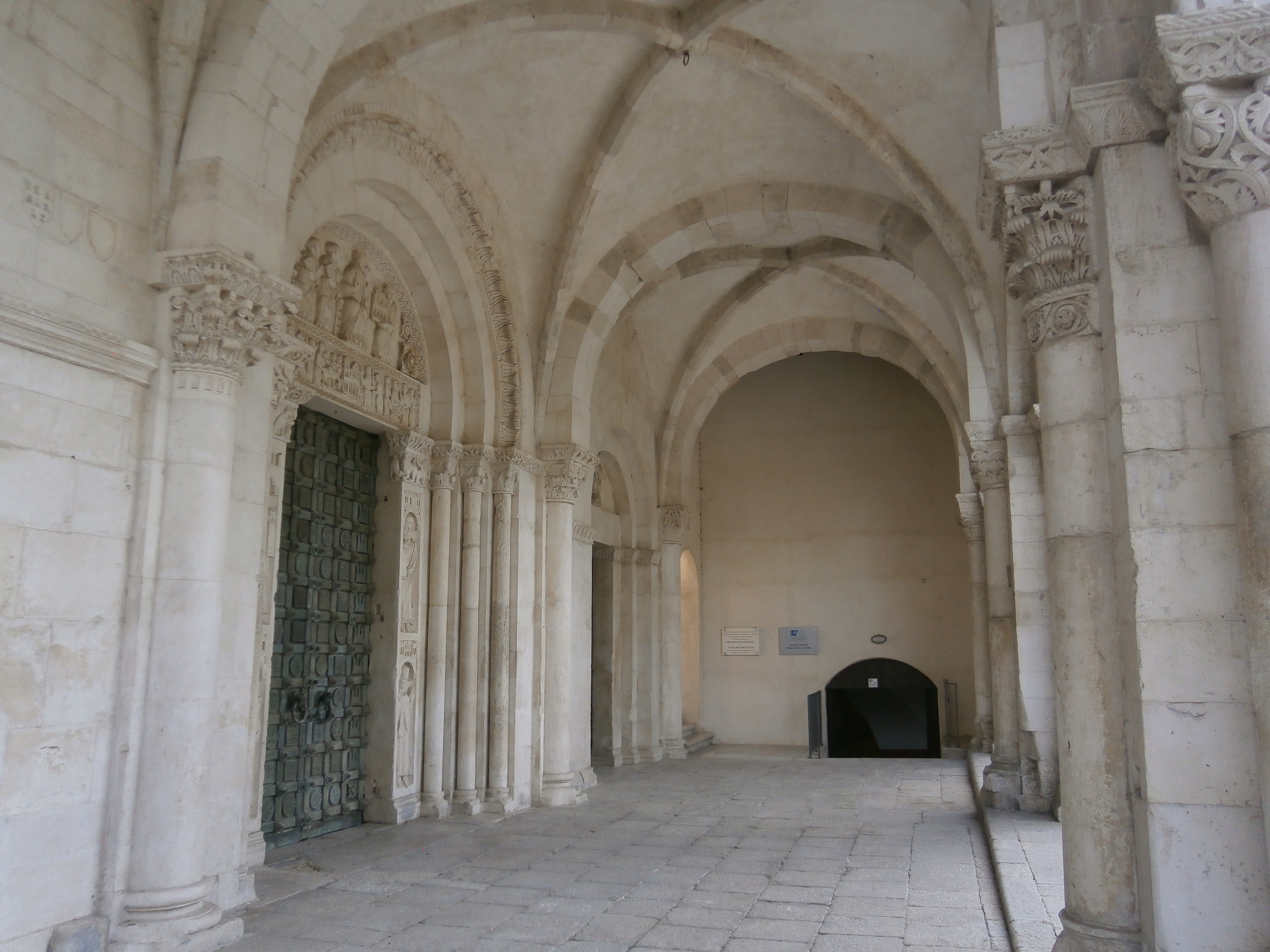
Il portico

Il portico è realizzato con una successione di campate voltate a crociera con profonde nervature, e costoloni prismatici, che richiamano le cattedrali di Saint Trophine e di Autun, e di San Filiberto a Digione, dunque è di chiaro stile borgognone. La torre campanaria è andata perduta nel 1703, rimane la base della costruzione eseguita in blocchi di tufo e che possedeva una volta a botte, come sembra dimostrato dagli accenni di curvatura nella parte superiore del muro. In varie raffigurazioni dell'abbazia nel Chronicon, si vede chiaramente una torre, usata sia per le campane che a scopo difensivo, eretta dall'abate Oldrio nel 1146-52, alta 11 passi Danneggiata nel 1349, crollò definitivamente per mancati restauri, ed oggi il campanile della chiesa è un modesto edificio retrostante, accanto all'abside, con campanile a vela e due archi.

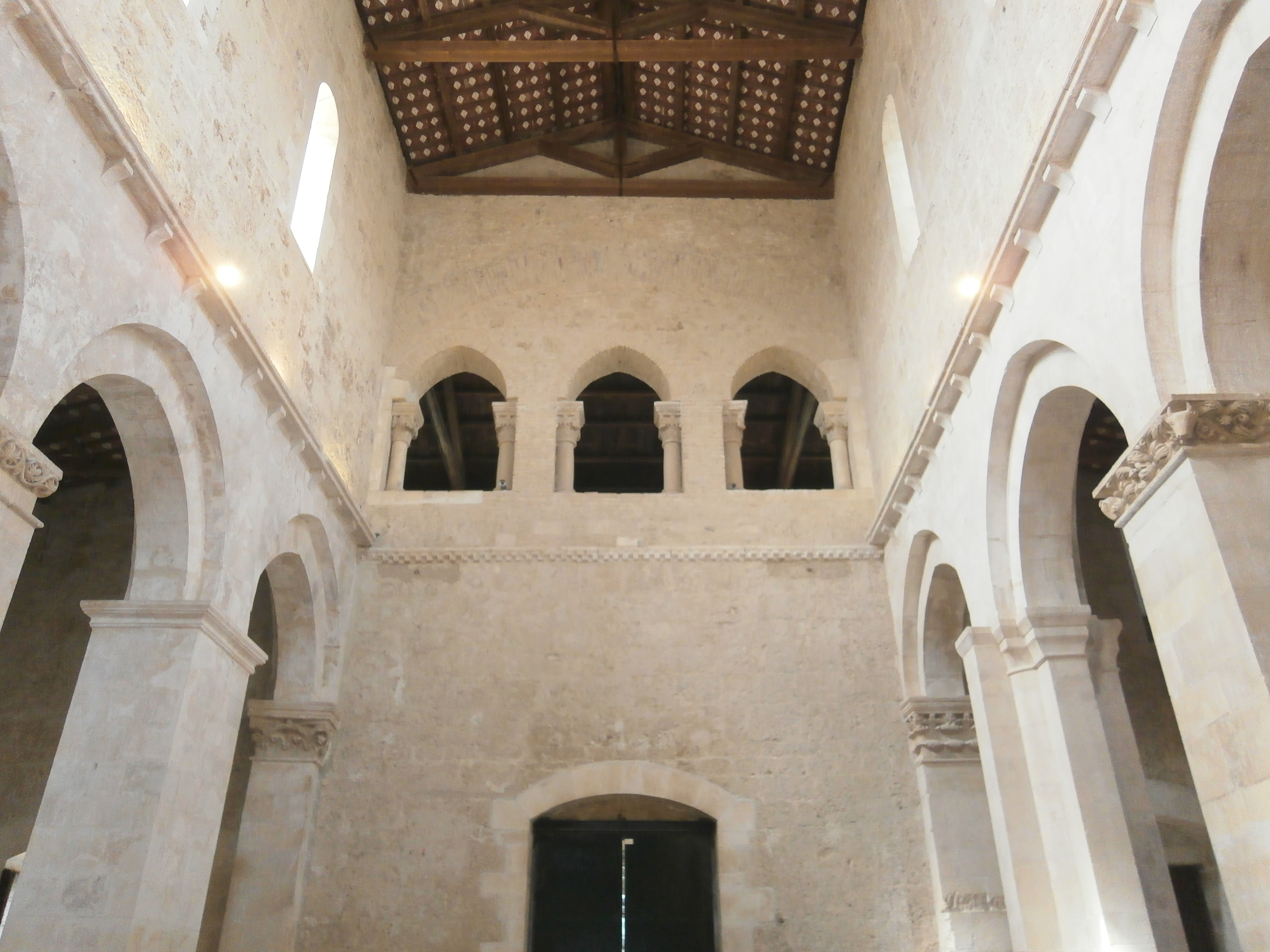
Interno e oratorio di San Michele

### Interno
I lavori degli interni procedettero sino al 1349, mentre nel XIII secolo venivano realizzate le tre navate, il presbiterio rialzato per l'accesso alla cripta, le absidi semicircolari, la cortina muraria esterna con successione di monofore. Lungo il perimetro esterno il corpo della navata centrale fu impreziosito da una decorazione ad archetti pensili, a tutto sesto, bilobati e trilobati, poggianti su mensole o esili colonnine, che si chiudono a cornice semplice modanata. Lungo l'abside e il transetto, la ricca decorazione delle mensole e dei capitelli mostra una derivazione ormai cistercense, attraverso la mediazione federiciana. La scansione delle superfici con cornici archeggiate e colonnine, che sono in San Clemente, caratterizza la decorazione realizzata in quello stesso momento in altre chiese abruzzesi, come la vicina chiesa di Santa Maria Arabona, San Pietro di Alba Fucens o San Giovanni in Venere. Plutei, ripartiti in riquadri da una cornice a palmette, emergono da grossi rosoni, tipici elementi decorativi del "periodo fiorito" della scultura romanica abruzzese, da cui si sviluppano tralci recanti fiori e frutta, oltre ad immagini sacre. 

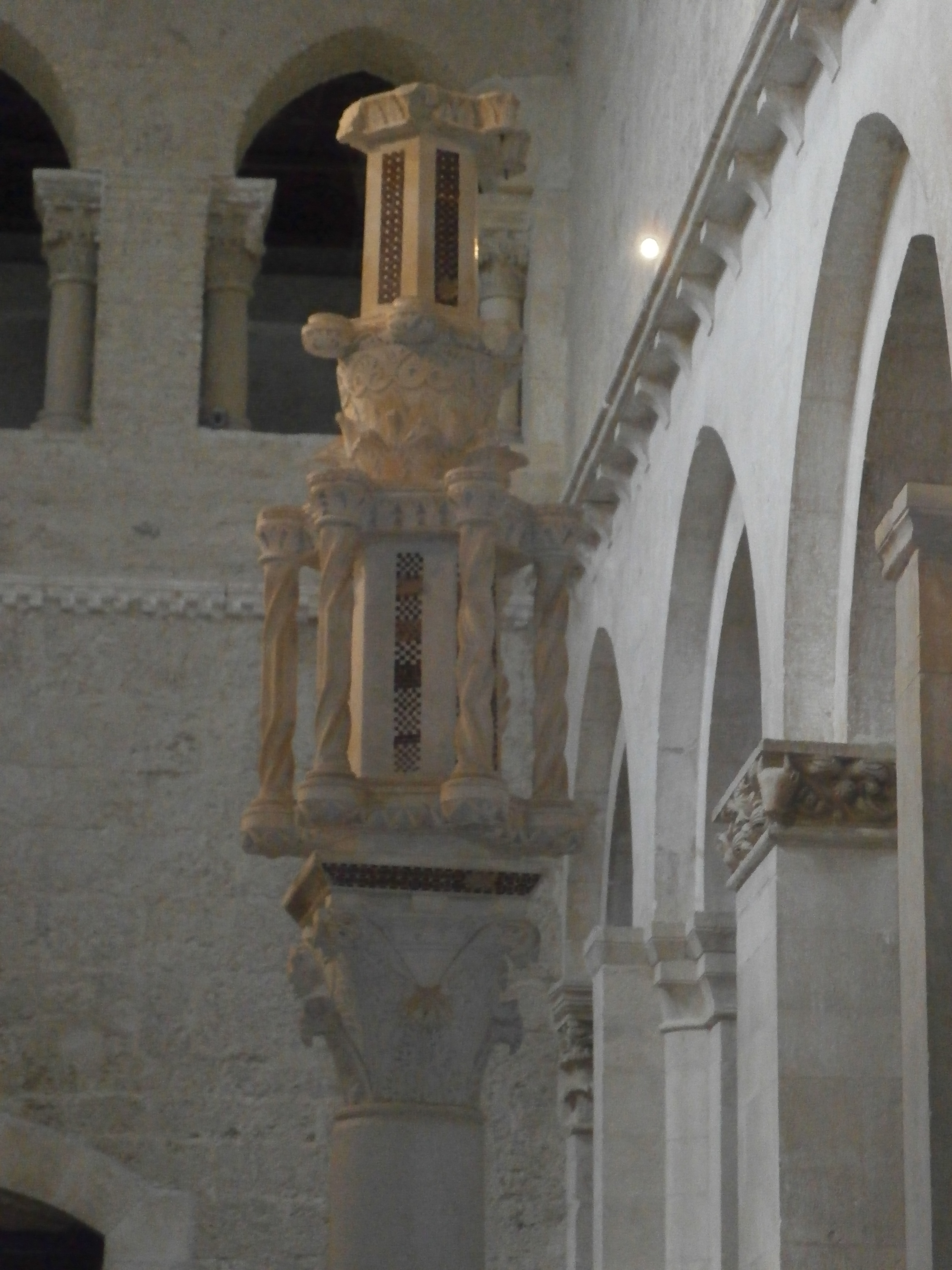
Cero pasquale

La scansione, come detto, è a tre navate con gli archi a tutto sesto, leggermente ogivali, inclusi tra pilastri quadrangolari con capitelli e pulvini decorati a rilievo. Il soffitto, in origine in pietra e più volte rifatto in maniera grossolana, è stato restaurato riproponendo il modello a capriate lignee.

#### Ambone e ciborio

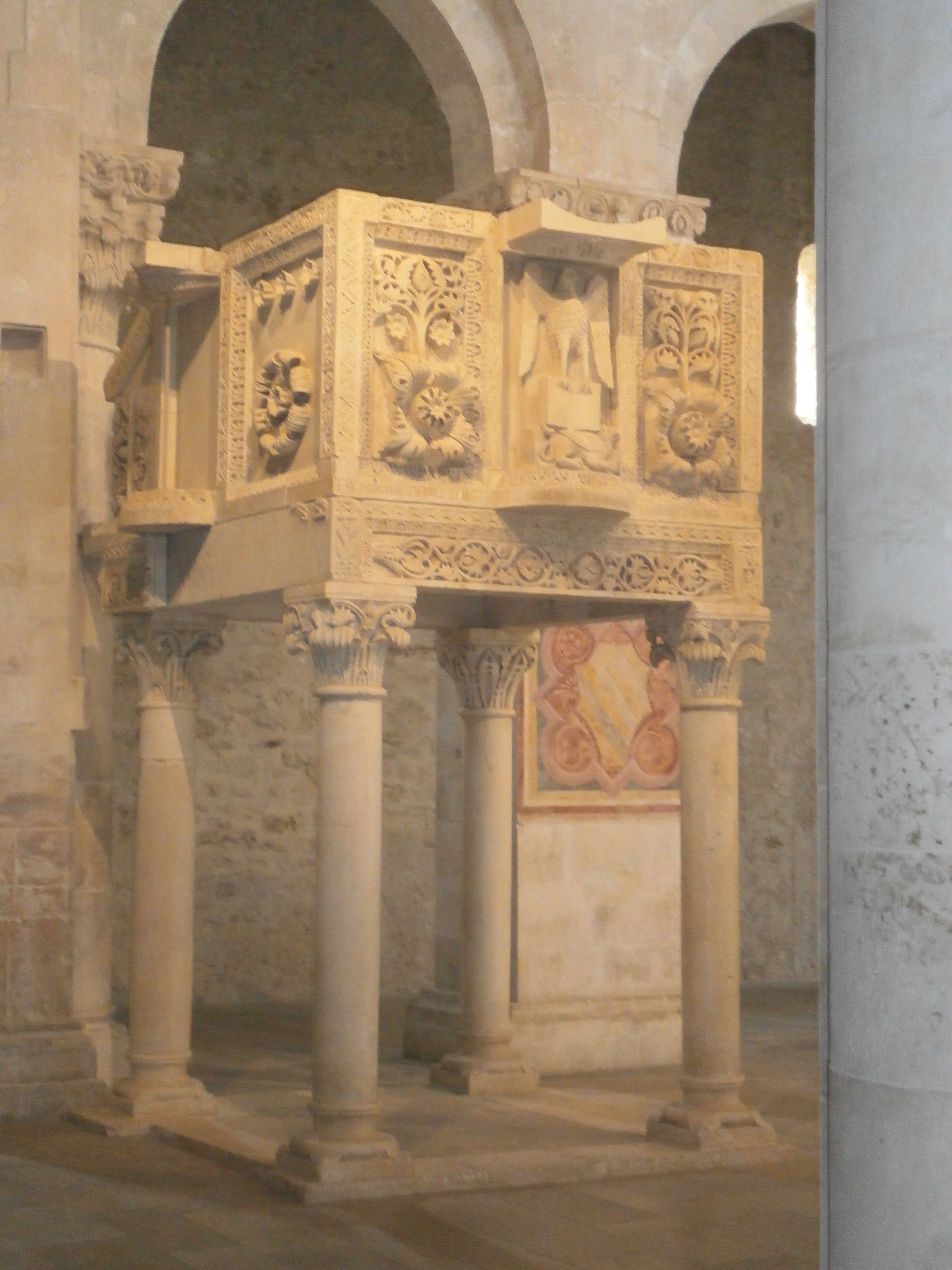
Ambone di frate Giacomo

Sembrano realizzati da un artista meno esperto i rilievi del lettorino principale, con un'aquila e un leone che con gli artigli e le zampe sorreggono ognuno un libro, ossia è la raffigurazione del Tetramorfo degli Evangelisti con i rispettivi Vangeli: Giovanni e Marco. Un altro lettorino, andato perduto, doveva avere i simboli degli altri due Evangelisti. Tra l'architrave e i plutei c'è scritto il nome di un certo Frate Giacomo, da identificarsi con il realizzatore o il committente. In base a ciò si fa riferimento alla realizzazione minore di quest'opera, rispetto ai grandi amboni della bottega di Guardiagrele dei maestri Nicodemo, Roberto e Ruggero, che realizzarono opere per le principali abbazie e basiliche dell'Abruzzo, quali Santa Maria in Valle Porclaneta, San Pelino di Valva, San Liberatore alla Maiella, San Paolo di Peltuino e Santa Maria del Lago a Moscufo, i quali si distinguono per la caratteristica del lettorino con i fioroni nei plutei.
Il ciborio d'altare è della metà del XV secolo, a forma quadrata, data dagli angoli trilobi poggianti su quattro colonne, è alleggerito in alto da una terminazione piramidale. Un'iscrizione incisa sul basamento, ricorda la presenza nella chiesa delle reliquie dei Santi Pietro e Paolo, oltre a quelle di San Clemente. Sul frontone del prospetto del ciborio, ci sono i simboli degli Evangelisti, due angeli al centro e la Madonna col Bambino, l'Angelo Gabriele, la Vergine Annunciata sono scolpiti nei lati dell'arco, la cui terminazione triloba è arricchita dal tralcio vegetale. Sulla destra campeggiano due angeli che sorreggono lo scudo araldico; sul retro sono disposte le Storie della fondazione dell'abbazia, già scolpito sull'architrave del portale maggiore per alto, infine sulla facciata finale, c'è il rilievo che simboleggia il Peccato Carnale e quello Spirituale, scultura tarda, rifatta nei primi anni del Novecento.

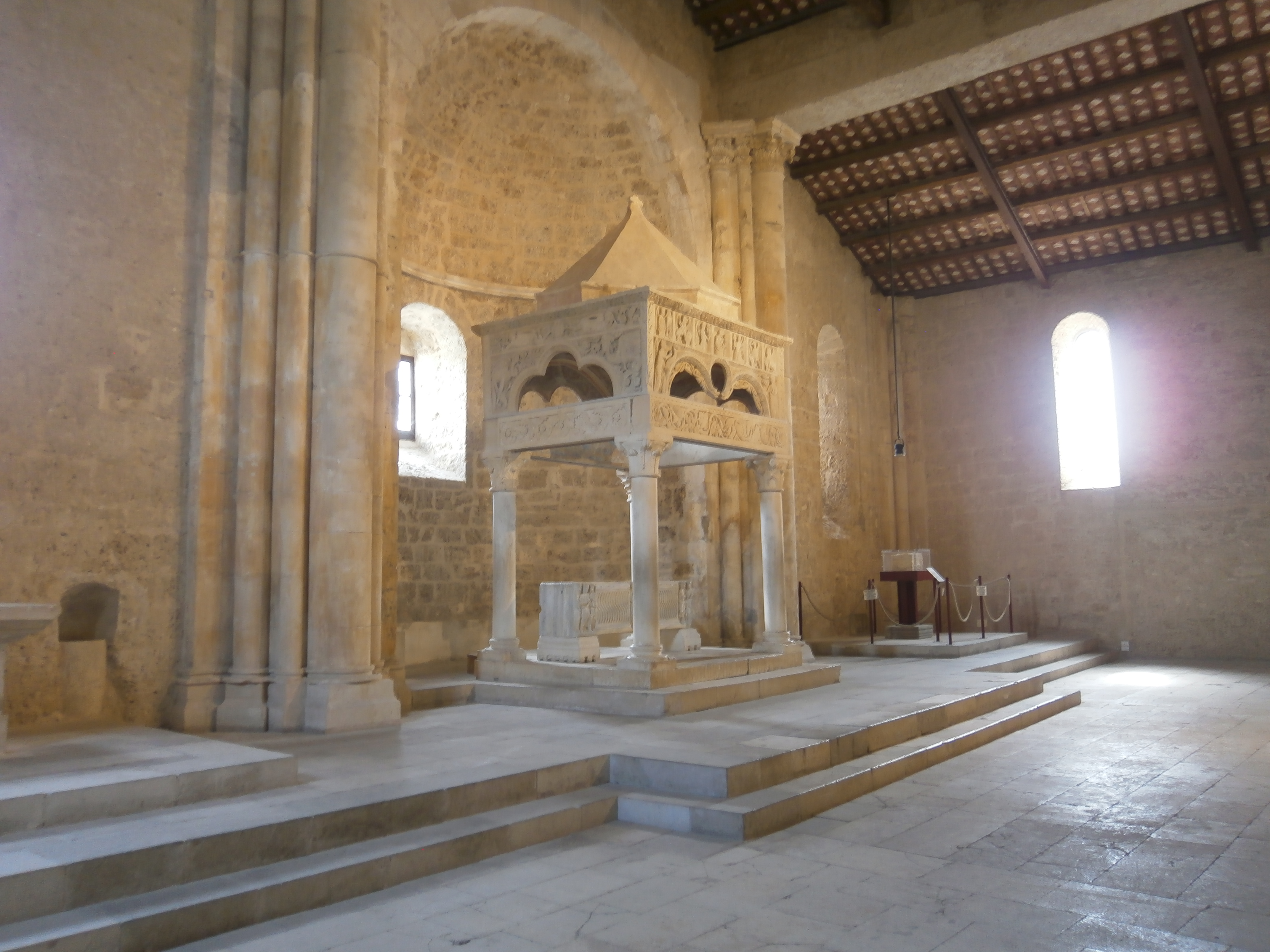
Ciborio d'altare

L'architrave è decorato da motivi vegetali, diversi per ciascun lato, funge da altare un sarcofago monumentale, di epoca paleocristiana, del IV secolo, con il rilievo di San Pietro tra le guardie a sinistra, al centro Cristo tra san Pietro e san Paolo, a destra San Pietro che rinnega Cristo. Il candelabro pasquale è composto da elementi di epoca diversa, perché danneggiato dai terremoti, per il sostegno è utilizzata una colonna del V secolo, la colonna principale è del XV secolo, posta in sostituzione di quella distrutta nel 1349, il capitello e la terminazione ad edicoletta è del XIII secolo. Delle inserzioni a mosaico impreziosiscono la pietra, dal carattere cosmatesco.
Presso l'esterno è possibile ammirare l'originale porta in bronzo centrale, con le formelle che rappresentano i castelli dell'Abruzzo e non tenuto in possesso dall'abbazia. Questa porta viene fatta risalire per tradizione bronzistica alla venuta in Italia di Carlo Magno, in riferimento alla cappella Palatina di Aquisgrana.
La porta fu realizzata tra il 1182-89, come confermano le figure ritratte dell'abate Gioele e di Guglielmo II, raffigurato sul letto di morte, raffigurati accanto a San Clemente e all'imperatore Ludovico II, sulla prima fila di formelle. Il reticolo delle 72 formelle, anche se non tutte originali a causa delle spoliazioni, simboleggaino come detto gli stemmi dei castelli posseduti, con una didascalia in basso. Oltre agli stemmi vari sono gli ornamenti floreali e vegetali, di chiara derivazione islamica, come le protomi che fungevano da batacchio. Anche questa porta dovette essere ispirata a quella di Montecassino, quando era abate Oderisio II (1123-26).

#### Cripta

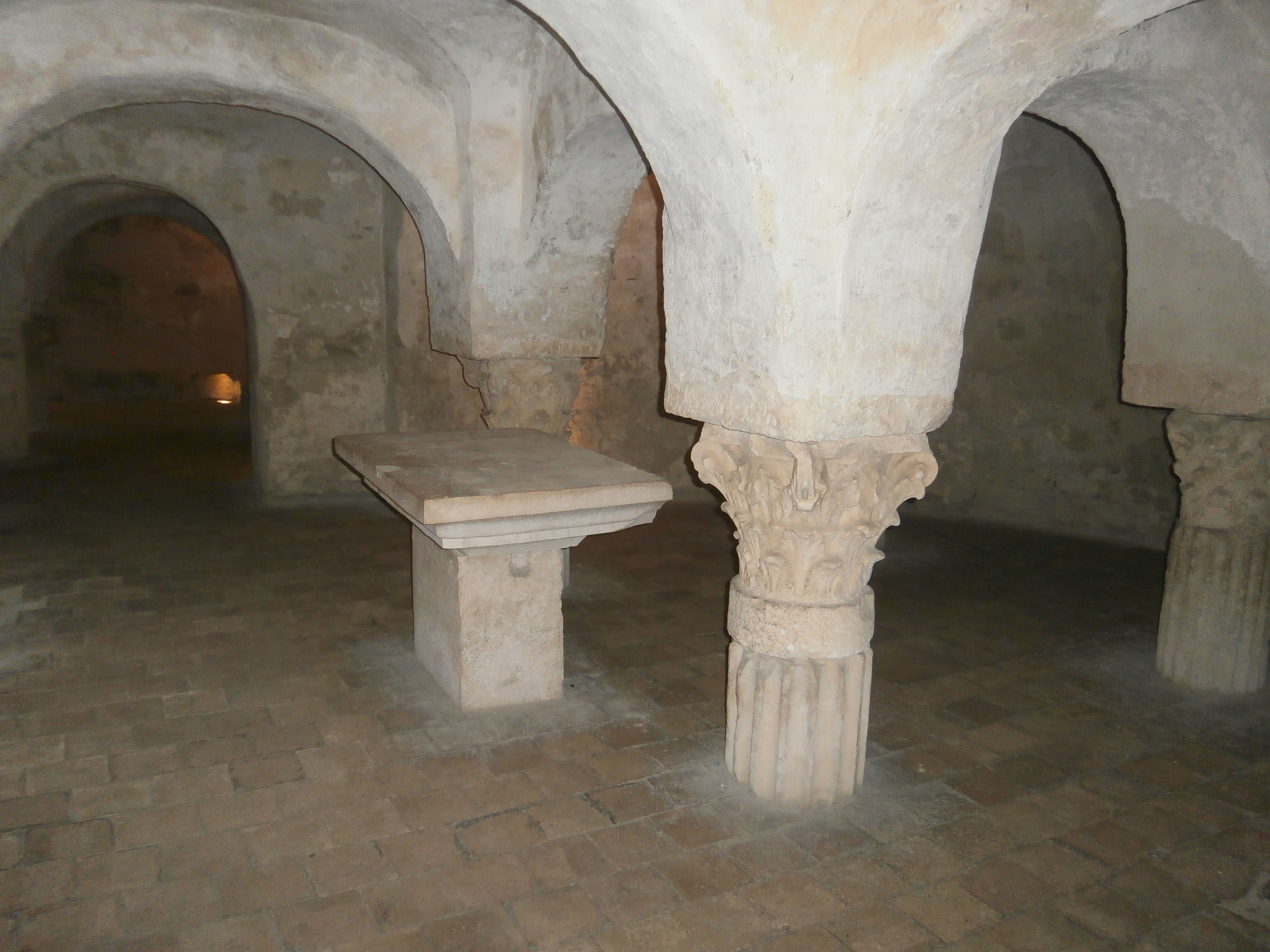
La cripta

La cripta è accessibile dal presbiterio, ed è la parte più antica del cenobio, usata per la custodia dei santi e degli abati. Ambiente a pianta centrale, scandito da nove navatelle longitudinali, per due trasversali, con el campate che hanno volta a crociera. Per la sua costruzione fu utilizzato materiale di spoglio, proveniente da edifici romani situati nei dintorni, dato che l'abbazia sorse presso il pagus di Interpromio, distrutto da un sisma, venendo usato per coprire la cripta di San Clemente. Tra il materiale più antico si distinguono quattro capitelli corinzi della parte absidale, la colonna militare con l'iscrizione che ricorda gli imperatori Valentiniano I, Valente e Graziano per il restauro della via Claudia Nuova, iniziati nel 360-63 d.C. Fu realizzata con tre altari, anche se oggi ne rimane uno, il centrale, nella parte sinistra una parte di intonaco rimane dipinta di colore rosso e verde, a motivi lineari, la presenza dei due recinti absidali, separati dall'intercapedine, ha generato dibattito tra gli studiosi per la datazione.
Gavini lo data al IX secolo, rifatto dall'abate Leonate, per via delle evidenti manomissioni e della grandezza sproporzionata delle forme rispetto all'ampiezza della cripta. La cripta in origine doveva essere più grande, ma poi sarebbe stata ristretta, secondo altri studiosi, per la presenza scoordinata degli archetti ogivali sulla parete destra.

## Museo abbaziale
Patrocinato già dallo studioso abruzzese Vincenzo Bindi nel 1913 per raccogliere il materiale scultoreo rinvenuto nei dintorni dell'abbazia, è stato allestito provvisoriamente nell'epoca degli studi di Francesco Verlengia nella Soprintendenza Archeologica d'Abruzzo (anni '30), e riallestito di recente. Il museo è allestito negli uffici dell'ex monastero benedettino:
- Reperti del Paleolitico, Neolitico, vasellame della collezione di Giacomo Acerbo e Luigi Calore
- Reperti romani del sito di Interpromium: monete, lapidi, sarcofagi
- Reperti della vecchia abbazia romanica: capitelli, colonne, parti del rosone romanico andato distrutto coi terremoti
- Lapide romana on scritta C.C. SULMONI PRIMUS ET FORTUNATUS - PONDERARIUM PAGI INTERPROMINI - VI TERRAEMOTUS DILAPSUM A SOLO SUA PECUNIA RESTITUERUNT; la lapide testimonia il restauro, promosso da tali Fortunato e Primo (forse liberti sulmonesi), del basamento di un tempio distrutto da un terremoto; Interpromium era un villaggio fiorente posto lungo la via Tiburtina Valeria, anche se alcuni archeologici lo collocano tra Scafa, Castiglione o San Valentino; la lapide si trovava nel pavimento davanti all'ingresso maggiore dell'abbazia.
- Sarcofago del XIV secolo: proveniente dalla chiesa di Santa Maria Assunta della vicina Castiglione, Verlengia testimonia la magnificenza del reperto, descrivendolo con la figura di un vescovo in atteggiamento dei riposo con le mani giunte su un libro aperto; scritte in gotico dicono che si tratta di Bernardo di Napoleone, vescovo di Bojano nel Molise[12][13]

## Chronicon Casauriense

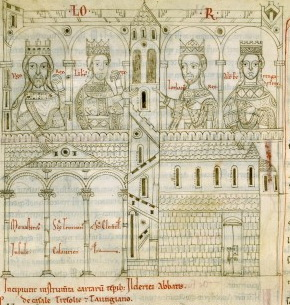
I quattro re longobardi disegnati nel Chronicon Casauriense

Si tratta del principale documento di riferimento per conoscere la storia dell'abbazia. Fu redatto da varie persone, tra cui il monaco Giovanni Berardo, continuato da Rustico, con dedica all'abate Leonardo, compilato tra il XII e il XIII secolo. La cronica abbraccia gli anni 866-1182, contenente oltre al resoconto storico la trascrizione di importanti documenti di privilegi e concessioni imperiali e papali inerenti al monastero. La cronaca si arresta alla morte del re Guglielmo II nel 1182, anno di inizio della decadenza del monastero. La copia originale è conservata al Louvre, a Parigi, ma è stata digitalizzata per la consultazione online, mentre un'altra copia cartacea è consultabile sia nell'abbazia, che nel Museo dell'Abbazia presso San Salvo (CH).